# ВИДЕЛКАFEST
ВИДЕЛКАFEST — це некомерційний фестиваль української культури в м. Вилкове, Одеська область, що вперше був проведений у 2023 році. Програма побудована навколо книжок, музики та кіно. У фестивалі взяли участь режисери Максим Наконечний, Наріман Алієв, Васил Барков. Свою поезію читали Катерина Калитко, Світлана Поваляєва, Мар'яна Савка. До музичної програми увійшли: «Пиріг і Батіг», які кладуть поезію на музику, панк-рок гурт «Степан Пантера», співак і композитор Борис Севастьянов, львівське тріо «Мар'яничі».

## Ідея фестивалю
Творець і організатор фестивалю Сергій Гнезділов каже, що ідея провести фестиваль з'явилася спонтанно. Сергій є військовослужбовцем, служить у 56-тій окремі мотопіхотній бригаді. Він зміг провести фестиваль в 2023 році, отримавши відпустку лише на час події. У Сергія не було бюджету й партнерів, а організовував він його за допомогою дзвінків і листувань.
|                                               | Мені болить, що моя мала батьківщина при всьому ресурсі, що в неї є, забута. І там живуть люди, які, можливо, навіть не бачать України, бо Україна туди ще не прийшла. Я б хотів, щоб Україна, яку я бачив, туди прийшла. Саме про це «ВИДЕЛКАFEST» |
| — Сергій Гнезділов, інтерв'ю журналу Ukraїner | |

Назву міста Вилкове нерідко пишуть неправильно, на російський лад, додаючи наприкінці «о» замість «е» (у Росії є село Вилково), тож у назві фестивалю обігрується цей курйоз.
Фестиваль «ВИДЕЛКАFEST» був фінансово підтриманий Міжнародним фондом «Відродження».